# Тимотеушев
Тимотеушев (пол. Tymoteuszew) — село в Польщі, у гміні Якубув Мінського повіту Мазовецького воєводства.
Населення — 50 осіб (2011).
У 1975—1998 роках село належало до Седлецького воєводства.

## Демографія
Демографічна структура станом на 31 березня 2011 року:
|          | Загалом | Допрацездатний вік | Працездатний вік | Постпрацездатний вік |
| -------- | ------- | ------------------ | ---------------- | -------------------- |
| Чоловіки | 27      | 4                  | 17               | 6                    |
| Жінки    | 23      | 7                  | 9                | 7                    |
| Разом    | 50      | 11                 | 26               | 13                   |